# Општина Ракари (Дамбовица)
Ракари (рум. Rãcari) општина је у Румунији у округу Дамбовица.
Oпштина се налази на надморској висини од 137 m.